# Pachycephala hyperythra
Pachycephala hyperythra là một loài chim trong họ Pachycephalidae.